# 溫悅球
温悅球，BBS，JP（1949年12月25日—），香港政治人物，香港新界原居民，中國暨南大學教育學院法學士（社會學），已婚，育有三女一子。現擔任新界社團聯會榮譽會長，曾任新界社團聯會理事長、民建聯中央常務委員、西貢區議會副主席等職務。
温悅球從1982年首屆區議會開始，一直當選西貢區議會議員至2011年，被稱為新界東費格遜。1985年代表西貢區議會出任臨時區域議局議員，1986至1997年出任區域市政局議員，1995年獲新華通訊社香港分社邀聘為香港地區事務顧問，1997至1999年出任臨時區域市政局議員。溫先生悅球是第一屆特區政府推選委員會委員，第二及第三屆特區行政長官選舉委員會委員。
温悅球熱心服務社會，早於1993年獲前香港政府頒發英女皇榮譽獎章。香港主權移交後，於2003年獲特區政府委任為太平紳士，2009年獲頒銅紫荊星章。
溫悅球的弟弟是前西貢區議員的新民黨溫悅昌，侄子溫啟明是前西貢區議員，更加是黨友。
| 前任： 首任 | 西貢區議會西貢離島選區 1983年—2011年 | 繼任： 李家良 |